# Trovanje hranom
Trovanje hranom (takođe bolest prenesena hranom) je svaka bolest koja proizilazi iz kvarenja kontaminirane hrane, patogenih bakterija, virusa ili parazita koji kontaminiraju hranu, kao i toksina kao što su otrovne gljive i razne vrste pasulja koji nisu kuvani najmanje 10 minuta.
Simptomi se razlikuju zavisno od uzroka. Može se napraviti nekoliko širokih generalizacija, npr. period inkubacije varira od nekoliko sati do više dana, u zavisnosti od uzroka i konzumirane količine. Period inkubacije ima za posledicu da zatrovane osobe ne mogu lako da povežu simptome sa konzumiranim prehrambenim artiklom, te tako pacijenti često pripisuju simptome na primer gastroenteritisu.
Simptomi često obuhvataju povraćanje, vrućicu i bolove, a mogu uključivati i dijareju. Napadi povraćanja mogu se ponoviti sa dužim periodima prekida, jer čak i ako je zaražena hrana eliminisana iz stomaka u prvom naletu, mikrobi, poput bakterija, (ako je primenljivo) mogu proći kroz želudac u creva i početi da se razmnožavaju. Neke vrste mikroba ostaju u crevima, neke proizvode toksin koji se apsorbuje u krvotok, a neki mogu direktno da napadnu u dublja tkiva tela.

## Uzroci
Bolest izazvana hranom obično nastaje usled nepravilnog rukovanja, pripreme ili skladištenja hrane. Dobre higijenske prakse pre, za vreme i posle pripreme hrane mogu umanjiti šanse od pojave bolesti. U zajednici za javno zdravstvo postoji konsenzus da je redovno pranje ruku jedna od najefikasnijih odbrana protiv širenja bolesti izazvane hranom. Akcija nadziranja hrane kako bi se osiguralo da ona ne izazove trovanje hranom poznata je kao sigurnost hrane. Trovanje hranom može isto tako biti izazvano velikim brojem toksina koji utiču na životnu sredinu.
Štaviše, bolest izazvana hranom može biti uzrokovana pesticidima ili lekovima u hrani i prirodnim otrovnim materijama kao što su otrovne gljive ili ribom koralnog grebena.

### Bakterije
Bakterije su čest uzrok bolesti povezanih sa hranom. U Ujedinjenom Kraljevstvu tokom 2000. godine, bakterije uzročni trovanja hranom su bile: Campylobacter jejuni 77,3%, Salmonella 20,9%, Escherichia coli O157:H7 1,4% i sve ostale manje od 0,56%. U prošlosti se verovalo da su bakterijske infekcije prevalentne, jer je malo mesta imalo mogućnost testiranja prisustva norovirusa i nije se vršio nikakav aktivni nadzor nad tim uzročnikom. Toksini iz bakterijskih infekcija imaju odloženo dejstvo, jer je bakterijama potrebno vreme da se razmnože. Konsekventno, simptomi povezani sa intoksikacijom obično se ne primećuju tokom prvih 12–72 sata ili više nakon konzumiranja kontaminirane hrane. Međutim, u nekim slučajevima, poput trovanja hranom sa Staphylococcus infekcijom, početak bolesti može se javiti 30 minuta nakon konzumiranja kontaminirane hrane.
Najčešći bakterijski patogeni koji se prenose hranom su:
- koja može da dovede do sekundarnog Gijen-Bareovog sindroma i periodontitisa[6]
- , „kafeterija klica”[7]
- spp. – njena S. typhimurium infekcija je uzrokovana konzumacijom jaja ili živine koji nisu adekvatno kuvani ili putem drugih interaktivnih ljudskih-životinjskih patogena[8][9][10]
- enterohemoragična (EHEC), koja uzrokuje Hemolitički uremijski sindrom

Ostali su česti uzročnici bakterijskog trovanja hranom su:
- , druga virulentna svojstva
- , uključujući O1 i non-O1
- i

Ređe zastupljeni bakterijski agensi:
- ili Q groznica

#### Enterotoksini
Pored bolesti koje su izazvane direktnom bakterijskom infekcijom, neka trovanja hranom uzrokuju enterotoksini (egzotoksini koji deluju na creva). Enterotoksini mogu da proizvedu bolest čak i kada su mikrobi koji su ih proizveli ubijeni. Pojava simptoma varira u zavisnosti od toksina, ali može biti brza u početku, kao što je slučaj sa enterotoksinima Staphylococcus aureus, kod kojih se simptomi pojave u roku od jednog do šest sati. To izaziva intenzivno povraćanje, sa ili bez dijareje (što rezultira u stafilokokalnom enteritisu), i stafilokokni enterotoksini (uglavnom stafilokokni enterotoksin A i stafilokokni enterotoksin B) su najčešće prijavljeni enterotoksini, mada su slučajevi trovanja verovatno potcenjeni. Infekcija se uglavnom javlja u kuvanoj i prerađenoj hrani usled nadmetanja sa drugom biotom u sirovoj hrani. Ljudi su glavni uzročnik kontaminacije, jer značajan postotak ljudi perzistentno prenosi bakterije S. aureus. CDC procenjuje da se javi oko 240.000 slučajeva godišnje u Sjedinjenim Državama.
Retka, ali potencijalno smrtonosna bolest botulizam nastaje kada anaerobna bakterija Clostridium botulinum raste u nepravilno konzerviranim nisko-kiselinskim namirnicama i proizvede botulin, snažan paralitički toksin. Pseudoalteromonas tetraodonis, određene vrste rodova -Pseudomonas}- i -Vibrio}-, i neke druge bakterije stvaraju smrtonosni tetrodotoksin, koji je prisutan u tkivima nekih živih životinjskih vrsta, i koji nije produkat raspadanja.

#### Patogeni koji se prenose hranom
Mnoga oboljenja izazvana hranom ostaju slabo razumljiva.

#### Sprečavanje bakterijskog trovanja hranom
Prevencija je uglavnom uloga države, kroz definisanje strogih higijenskih pravila i javnih službi veterinarskog pregleda životinjskih proizvoda u lancu ishrane, od poljoprivrede do prerađivačke industrije i isporuke (prodavnice i restorani). Ove uredbe obuhvataju:
- sledivost: u konačnom proizvodu mora biti moguće znati poreklo sastojaka (farma s poreklom, identifikacija žetve ili životinje) i gde i kada je hrana prerađena; poreklo bolesti se na taj način može pratiti i rešiti (i eventualno kazniti), a krajnji proizvodi se mogu ukloniti iz prodaje ako se otkrije problem;
- sprovođenje higijenskih postupaka, kao što su HACCP i „hladni lanac”;
- moć nadzora i sprovođenja zakona od strane veterinara.

U avgustu 2006. godine američka Uprava za hranu i lekove odobrila je fagnu terapiju koja uključuje prskanje mesa virusima koji inficiraju bakterije i na taj način sprečavaju infekciju. Ovo je izazvalo zabrinutost, jer bez obaveznog obeležavanja potrošači ne bi bili svesni da su meso i proizvodi od živine tretirani sprejom.
U domaćinstvu se prevencija uglavnom sastoji od dobrih praksi bezbednosti hrane. Mnogi oblici trovanja bakterijama mogu se sprečiti tako što se dovoljno skuva, ili ako se brzo pojede ili efikasno ohladi. Međutim, mnogi toksini se ne uništavaju termičkom obradom.
Tehnike koje pomažu u sprečavanju bolesti koje se prenose hranom u kuhinji su pranje ruku, piranje prehrambenih proizvoda, sprečavanje unakrsne kontaminacije, pravilno skladištenje i održavanje temperature kuvanja. Generalno, zamrzavanje ili hlađenje sprečava skoro sve bakterije da rastu, a dovoljnim zagrevanjem hrane ubijaju se paraziti, virusi i većina bakterija. Bakterije najbrže rastu u rasponu temperatura između 4 i 60 °, koji se naziva „opasnom zonom”. Čuvanjem hrane ispod ili iznad „zone opasnosti” može se efikasno ograničiti proizvodnja toksina. Pri odlaganju ostataka, hrana se mora staviti u plitke posude za brzo hlađenje i mora se ohladiti u roku od dva sata. Kada se hrana zagreva, ona mora da dostigne unutrašnju temperaturu od 74 ° ili dok toplota ili para ne ubiju bakterije.

## Literatura
- International Journal of Food Microbiology, ISSN 0168-1605, Elsevier
- Foodborne Pathogens and Disease, ISSN 1535-3141, Mary Ann Liebert, Inc.
- „Mycopathologia”. ISSN 0301-486X., ISSN 1573-0832 (electronic),  (paper), Springer
- Hocking, Ailsa D.; Pitt, John I.; Samson, Robert A.; Thrane, Ulf (2005). Advances in Food Mycology. Springer. ISBN 978-0-387-28385-2.  978-0-387-28391-3 (electronic).
- Hobbs, Betty C. (1993). Food Poisoning and Food Hygiene. Edward Arnold. ISBN 978-0-340-53740-4.
- Riemann, Hans P.; Cliver, Dean O. (2006). FoodBorne Infections and Intoxications. Academic Press. ISBN 978-0-12-588365-8.
- Smith, James L. (2005).  Fratamico, Pina M.; Bhunia, Arun K.; Smith, James L., ур. Foodborne Pathogens: Microbiology And Molecular Biology. Horizon Scientific Press. ISBN 978-1-904455-00-4.

## Spoljašnje veze
|  | Molimo Vas, obratite pažnju na važno upozorenje u vezi sa temama iz oblasti medicine (zdravlja). |